# Dusty-Gletscher
Der Dusty-Gletscher liegt im Kluane-Nationalpark im kanadischen Territorium Yukon.
Er bildet einen Teil des Kluane Icefield, das sich vom nordöstlichen Abhang der Eliaskette bis in tiefere Lagen erstreckt. Das Nährgebiet des Dusty-Gletschers befindet sich zwischen den Gebirgskämmen von Pinnacle Peak im Norden und Mount Alverstone im Süden auf einer Höhe von 2800 m. Er strömt anfangs 35 km nach Osten. Dann trifft er auf den von Süden heranströmenden Lowell-Gletscher. Während der Lowell-Gletscher nach Osten abbiegt, wendet sich der Dusty-Gletscher nach Norden und durchschneidet den ihn bis dahin nach Norden hin flankierenden Bergkamm. Im Anschluss wendet sich der Dusty-Gletscher erneut nach Osten. Nach insgesamt 60 km endet der Gletscher nördlich vom Lowell Peak auf einer Höhe von 900 m. Der Gletscher weist eine durchschnittliche Breite von 3,6 km auf. Unterhalb der Gletscherzunge fließt der Dusty River über eine Strecke von 32 km in nordnordöstlicher Richtung und mündet schließlich rechtsseitig in den Kaskawulsh River.